# Rocky Mountain Christmas
A Rocky Mountain Christmas John Denver amerikai country és folk énekes, dalszerző tizedik, egyben első karácsonyi albuma, mely 1975-ben jelent meg. Az album tradicionális karácsonyi dalokat, közismert és népszerű örökzöldeket, valamint John Denver négy saját szerzeményét  tartalmazza. Az album két alkalommal jelent meg CD verzióban, 1998-ban először, ekkor két, majd a második kiadáson még három bonus dallal kiegészítve. Mind az 1997-ben repülőbalesetben meghalt John Denver korábban felvett dala. Az album alapján nagy sikerű karácsonyi tévéműsor is készült John Denver és Olivia Newton-John közreműködésével.

## Az album dalai
"A" oldal
- Aspenglow (Denver) - a dal egy már korábban megjelent Denver dal újrafelvétele
- The Christmas Song (Chestnuts Roasting on an Open Fire) (Mel Tormé, Robert Wells)
- Rudolph the Red-Nosed Reindeer (Johnny Marks)
- Silver Bells (Jay Livingston, Ray Evans)
- Please, Daddy (Don’t Get Drunk This Christmas) (Bill Danoff, Taffy Danoff) - a dal egy már korábban megjelent Denver dal újrafelvétele
- Christmas for Cowboys (Steve Weisberg) - új szerzemény

"B" oldal
- Away in a Manger (Traditional)
- What Child Is This (Traditional)
- Coventry Carol (Traditional)
- Oh Holy Night (Traditional)
- Silent Night, Holy Night (Traditional)
- A Baby Just Like You (Denver, Joe Henry) - új szerzemény

Bonus dalok a CD kiadásokon
- Jingle Bells (1998-as CD kiadás)
- White Christmas (1998-as CD kiadás)
- The Music is You (második CD kiadás)
- Perhaps Love (második CD kiadás)
- Dreamland Express (második CD kiadás)

## Alkotók
- John Denver - szólóének, 6 és 12 húros gitárok
- Dick Kniss - basszusgitár
- Lee Holdridge - zongora, cseleszta, csemballó, elektromos zongora
- Steve Weisberg - gitár
- John Sommers - gitár, mandolin
- Hal Blaine - dobok, ütőhangszerek
- Herb Lovelle - dobok
- George Marge - angolkürt, oboa a „Silver Bells” dalban
- Harvey Estrin - fuvola „Silver Bells” dalban
- Sid Sharp - hegedű
- William Kurasch - hegedű
- Samuel Boghossian - viola
- Jesse Erhlich - cselló
- Pearl Kaufman - zongora, csemballó
- Chuck Collazzi - gitás a „What Child Is This” dalban

- Mickey Crofford - hangmérnök
- Acy Lehman - művészeti vezető
- Peter Palombi - borító